# Lista stadionów w Polsce
Poniższa lista przedstawia największe, funkcjonujące stadiony w Polsce (lekkoatletyczne, lekkoatletyczno-piłkarskie, piłkarskie, piłkarsko-żużlowe, żużlowe), sklasyfikowane pod względem pojemności trybun (powyżej 5000).
- Klasyfikacja uwzględnia wyłącznie stadiony czynne.
- Klasyfikacja sporządzona według całkowitej liczby miejsc, a następnie liczby miejsc siedzących.
- Kolorem     oznaczono stadiony w budowie lub przebudowie.

| Nazwa stadionu                                                 | Miejscowość             | Drużyny                                                              | Dyscypliny sportu               | Oświetlenie                                      | Zadaszenie                                       | Pojemność całkowita | Miejsca siedzące | Zdjęcie |
| -------------------------------------------------------------- | ----------------------- | -------------------------------------------------------------------- | ------------------------------- | ------------------------------------------------ | ------------------------------------------------ | ------------------- | ---------------- | ------- |
| Stadion Narodowy im. Kazimierza Górskiego w Warszawie          | Warszawa                | Reprezentacja Polski                                                 | piłka nożna                     | 2400 lux                                         | pełne, z opcją zamknięcia dachu nad płytą boiska | 58 274              | 58 274           |         |
| Stadion Śląski                                                 | Chorzów                 | Ruch Chorzów Reprezentacja Polski                                    | lekkoatletyka, piłka nożna      | 2000 lux                                         | pełne                                            | 54 378              | 54 378           |         |
| Tarczyński Arena                                               | Wrocław                 | Śląsk Wrocław                                                        | piłka nożna                     | 2000 lux                                         | pełne                                            | 45 105              | 45 105           |         |
| Enea Stadion                                                   | Poznań                  | Lech Poznań                                                          | piłka nożna                     | 2000 lux                                         | pełne                                            | 42 837              | 42 837           |         |
| Polsat Plus Arena Gdańsk                                       | Gdańsk                  | Lechia Gdańsk Gedania Gdańsk                                         | piłka nożna                     | 2000 lux                                         | pełne                                            | 41 620              | 41 620           |         |
| Stadion RKS Skra (w przebudowie)                               | Warszawa                | Skra Warszawa Warszawianka                                           | lekkoatletyka, piłka nożna      | brak                                             | brak                                             | 35 000              | brak             |         |
| Stadion Miejski w Krakowie                                     | Kraków                  | Wisła Kraków                                                         | piłka nożna                     | 2000 lux                                         | pełne                                            | 33 130              | 33 130           |         |
| Stadion Wojska Polskiego w Warszawie                           | Warszawa                | Legia Warszawa                                                       | piłka nożna                     | 2000 lux                                         | pełne                                            | 31 006              | 31 006           |         |
| Stadion im. Ernesta Pohla (Arena Zabrze)                       | Zabrze                  | Górnik Zabrze                                                        | piłka nożna                     | 2000 lux                                         | pełne                                            | 28 236              | 28 236           |         |
| Stadion Miejski w Białymstoku                                  | Białystok               | Jagiellonia Białystok                                                | piłka nożna                     | 2000 lux                                         | pełne                                            | 22 372              | 22 372           |         |
| Stadion Miejski w Szczecinie                                   | Szczecin                | Pogoń Szczecin                                                       | piłka nożna                     | 2300 lux                                         | pełne                                            | 21 163              | 21 163           |         |
| Stadion im. Zdzisława Krzyszkowiaka                            | Bydgoszcz               | Zawisza Bydgoszcz                                                    | piłka nożna, lekkoatletyka      | 1600 lux                                         | niepełne                                         | 20 559              | 20 559           |         |
| Motoarena Toruń im. Mariana Rosego                             | Toruń                   | KS Toruń                                                             | żużel                           | 1200 lux                                         | pełne                                            | 18 506              | 15 506           |         |
| Stadion Miejski w Łodzi                                        | Łódź                    | ŁKS Łódź                                                             | piłka nożna, rugby              | 2000 lux                                         | pełne                                            | 18 029              | 18 029           |         |
| Stadion Widzewa Łódź                                           | Łódź                    | Widzew Łódź                                                          | piłka nożna, rugby              | 2000 lux                                         | pełne                                            | 18 018              | 18 018           |         |
| Stadion im. Edwarda Jancarza w Gorzowie Wielkopolskim          | Gorzów Wielkopolski     | Stal Gorzów Wielkopolski                                             | żużel                           | 1300 lux                                         | pełne                                            | 17 024              | 15 024           |         |
| Arena Częstochowa                                              | Częstochowa             | Włókniarz Częstochowa                                                | żużel                           | 1700 lux                                         | niepełne                                         | 16 850              | 16 850           |         |
| Stadion im. Alfreda Smoczyka w Lesznie                         | Leszno                  | Unia Leszno                                                          | żużel                           | 1400 lux                                         | niepełne                                         | 16 700              | 16 700           |         |
| Stadion Miejski w Lubinie                                      | Lubin                   | Zagłębie Lubin                                                       | piłka nożna                     | 2000 lux                                         | pełne                                            | 16 086              | 16 086           |         |
| Arena Lublin                                                   | Lublin                  | Motor Lublin                                                         | piłka nożna                     | 2000 lux                                         | pełne                                            | 15 247              | 15 247           |         |
| Stadion Miejski w Tychach                                      | Tychy                   | GKS Tychy                                                            | piłka nożna                     | 2000 lux                                         | pełne                                            | 15 150              | 15 150           |         |
| Stadion Miejski w Gdyni                                        | Gdynia                  | Arka Gdynia Bałtyk Gdynia                                            | piłka nożna                     | 2000 lux                                         | pełne                                            | 15 139              | 15 139           |         |
| Exbud Arena                                                    | Kielce                  | Korona Kielce                                                        | piłka nożna                     | 1989 lux                                         | pełne                                            | 15 122              | 15 122           |         |
| Stadion Miejski w Bielsku-Białej                               | Bielsko-Biała           | Podbeskidzie Bielsko-Biała Rekord Bielsko-Biała                      | piłka nożna                     | 2900 lux                                         | pełne                                            | 15 076              | 15 076           |         |
| Stadion Cracovii                                               | Kraków                  | Cracovia                                                             | piłka nożna                     | 3000 lux                                         | pełne                                            | 15 016              | 15 016           |         |
| Stadion im. Kazimierza Górskiego w Płocku                      | Płock                   | Wisła Płock                                                          | piłka nożna                     | 1600 lux                                         | pełne                                            | 15 000              | 15 000           |         |
| Stadion żużlowy w Zielonej Górze                               | Zielona Góra            | ZKŻ Zielona Góra                                                     | żużel                           | 1800 lux                                         | niepełne                                         | 15 000              | 14 000           |         |
| Stadion Miejski w Katowicach                                   | Katowice                | GKS Katowice                                                         | piłka nożna                     | 2283 lux                                         | pełne                                            | 15 048              | 15 048           |         |
| Stadion Miejski Jaskółcze Gniazdo w Tarnowie                   | Tarnów                  | Unia Tarnów                                                          | piłka nożna, żużel              | 900 lux                                          | niepełne                                         | 14 790              | 14 790           |         |
| Stadion Olimpijski we Wrocławiu                                | Wrocław                 | Sparta Wrocław Panthers Wrocław                                      | żużel, futbol amerykański       | 2000 lux                                         | niepełne                                         | 13 655              | 13 655           |         |
| Stadion Miejski w Ostrowie Wielkopolskim                       | Ostrów Wielkopolski     | Ostrovia 1909 TŻ Ostrovia                                            | piłka nożna, żużel              | 1800 lux                                         | niepełne                                         | 12 000              | 12 000           |         |
| Asta Arena                                                     | Piła                    | KŻ Polonia Piła                                                      | żużel                           | brak                                             | brak                                             | 12 000              | 12 000           |         |
| Stadion Gdańskiego Ośrodka Sportu                              | Gdańsk                  | Lechia Gdańsk                                                        | piłka nożna, rugby              | 2000 lux                                         | niepełne                                         | 11 811              | 11 811           |         |
| Zagłębiowski Park Sportowy                                     | Sosnowiec               | Zagłębie Sosnowiec                                                   | piłka nożna                     | b.d.                                             | pełne                                            | 11 600              | 11 600           |         |
| Stadion Opolski                                                | Opole                   | Odra Opole                                                           | piłka nożna                     | 2000 lux                                         | pełne                                            | 11 600              | 11 600           |         |
| Stadion Miejski Stal w Rzeszowie (w przebudowie)               | Rzeszów                 | Stal Rzeszów                                                         | piłka nożna, żużel              | 500 lux (murawa), 900 lux (tor)                  | niepełne                                         | 11 547              | 11 547           |         |
| Stadion Miejski im. Marszałka Józefa Piłsudskiego w Bydgoszczy | Bydgoszcz               | BTŻ Polonia Bydgoszcz BKS Polonia Bydgoszcz                          | żużel, piłka nożna              | 1000 lux                                         | niepełne                                         | 11 000              | 11 000           |         |
| Moto Arena Łódź                                                | Łódź                    | Orzeł Łódź                                                           | żużel                           | 1800 lux                                         | pełne                                            | 10 350              | 10 350           |         |
| Stadion MOSiR Rybnik                                           | Rybnik                  | ROW 1964 Rybnik ROW Rybnik                                           | piłka nożna, żużel              | 1200 lux                                         | niepełne                                         | 10 304              | 10 304           |         |
| Stadion Miejski w Gliwicach                                    | Gliwice                 | Piast Gliwice                                                        | piłka nożna                     | 2000 lux                                         | pełne                                            | 10 037              | 10 037           |         |
| Stadion im. Zbigniewa Podleckiego w Gdańsku                    | Gdańsk                  | Wybrzeże Gdańsk                                                      | żużel                           | 9 masztów                                        | niepełne                                         | 10 000              | 10 000           |         |
| Stadion OSiR-u w Raciborzu                                     | Racibórz                | Unia Racibórz                                                        | lekkoatletyka, piłka nożna      | 4 maszty                                         | niepełne                                         | 10 000              | 6000             |         |
| Stadion MOSiR Bystrzyca w Lublinie                             | Lublin                  | Speedway Lublin Motor Lublin                                         | żużel, piłka nożna              | 1100 lux                                         | niepełne                                         | 9818                | 9818             |         |
| Stadion Miejski im. płk. Franciszka Hynka w Gnieźnie           | Gniezno                 | Start Gniezno                                                        | żużel                           | 1100 lux                                         | niepełne                                         | 9662                | 9662             |         |
| Stadion Ruchu Chorzów                                          | Chorzów                 | Ruch Chorzów (obecnie zamknięty, planowana przebudowa po sezonie)    | piłka nożna                     | 1715 lux                                         | niepełne                                         | 9300                | 9300             |         |
| Stadion im. Braci Czachorów                                    | Radom                   | Radomiak Radom                                                       | piłka nożna                     | 1600 lux                                         | pełne                                            | 8840                | 8840             |         |
| Miejski Stadion Sportowy KSZO w Ostrowcu Świętokrzyskim        | Ostrowiec Świętokrzyski | KSZO 1929 Ostrowiec Świętokrzyski                                    | piłka nożna                     | 1500 lux                                         | pełne                                            | 8500                | 8500             |         |
| Stadion Oporowska                                              | Wrocław                 | Śląsk II Wrocław                                                     | piłka nożna                     | 1400 lux                                         | niepełne                                         | 8346                | 8346             |         |
| Stadion Golęcin w Poznaniu                                     | Poznań                  | PSŻ Poznań Olimpia Poznań                                            | żużel                           | brak (zdemonotowane oświetlenie o mocy 1800 lux) | brak                                             | 8275                | 6275             |         |
| Stadion Miejski w Kaliszu                                      | Kalisz                  | KKS Kalisz                                                           | piłka nożna, lekkoatletyka      | 1200 lux                                         | niepełne                                         | 8166                | 8166             |         |
| Stadion im. Ojca Władysława Augustynka (w przebudowie)         | Nowy Sącz               | Sandecja Nowy Sącz                                                   | piłka nożna                     | 1600 lux                                         | niepełne                                         | 8111                | 8111             |         |
| Stadion Wandy Kraków                                           | Kraków                  | Wanda Kraków                                                         | żużel                           | brak                                             | brak                                             | 8000                | 8000             |         |
| Venture Industries Arena                                       | Grudziądz               | Stal Toruń (do 1976 r.) GKM Grudziądz, Stomil Grudziądz (do 1998 r.) | żużel, piłka nożna (do 1998 r.) | 14 masztów (o mocy 1800 lx)                      | niepełne                                         | 8000                | 5900             |         |
| Stadion im. Złotej Jedenastki Kazimierza Górskiego w Koninie   | Konin                   | Medyk Konin Górnik Konin                                             | piłka nożna                     | brak                                             | niepełne                                         | 7871                | 2921             |         |
| Stadion OSiR w Zamościu                                        | Zamość                  | Hetman Zamość Agros Zamość                                           | piłka nożna, lekkoatletyka      | brak                                             | niepełne                                         | 7600                | 7600             |         |
| Stadion Miejski w Jeleniej Górze                               | Jelenia Góra            | Karkonosze Jelenia Góra                                              | piłka nożna, lekkoatletyka      | 500 lux                                          | niepełne                                         | 7558                | 1558             |         |
| Stadion Ludowy                                                 | Sosnowiec               | Zagłębie II Sosnowiec                                                | piłka nożna                     | 1877 lux                                         | niepełne                                         | 7500                | 7500             |         |
| Stadion Górnika Łęczna                                         | Łęczna                  | Górnik Łęczna                                                        | piłka nożna                     | 1900 lux                                         | niepełne                                         | 7464                | 7464             |         |
| Stadion Polonii Warszawa                                       | Warszawa                | Polonia Warszawa                                                     | piłka nożna                     | 1600 lux                                         | niepełne                                         | 7152                | 7152             |         |
| Stadion MOSiR w Zielonej Górze                                 | Zielona Góra            | Lechia Zielona Góra                                                  | lekkoatletyka, piłka nożna      | brak                                             | brak                                             | 7100                | 7100             |         |
| Stadion Miejski w Jaworznie                                    | Jaworzno                | Szczakowianka Jaworzno Victoria Jaworzno                             | piłka nożna                     | brak                                             | niepełne                                         | 7000                | 5708             |         |
| Stadion Miejskiego Ośrodka Sportu i Rekreacji w Mielcu         | Mielec                  | FKS Stal Mielec LKS Stal Mielec                                      | piłka nożna, lekkoatletyka      | 2000 lux                                         | pełne                                            | 6864                | 6864             |         |
| Stadion GKS Katowice                                           | Katowice                | GKS Katowice                                                         | piłka nożna                     | 1800 lux                                         | niepełne                                         | 6710                | 6710             |         |
| Stadion Miejski w Legnicy                                      | Legnica                 | Miedź Legnica                                                        | piłka nożna                     | 2000 lux                                         | pełne                                            | 6156                | 6156             |         |
| Stadion Miejski im. Grzegorza Duneckiego w Toruniu             | Toruń                   | Elana Toruń                                                          | piłka nożna, lekkoatletyka      | 1600 lux                                         | niepełne                                         | 6000                | 4300             |         |
| Stadion SOSiR w Słubicach                                      | Słubice                 | Polonia Słubice Lubusz Słubice                                       | piłka nożna, lekkoatletyka      | 3 maszty                                         | niepełne (arkady)                                | 6000                | 3056             |         |
| Stadion MOSiR w Wodzisławiu Śląskim                            | Wodzisław Śląski        | Odra Wodzisław                                                       | piłka nożna, lekkoatletyka      | 2000 lux                                         | niepełne                                         | 5835                | 3000             |         |
| Stadion Miejski w Jastrzębiu-Zdroju                            | Jastrzębie-Zdrój        | GKS Jastrzębie                                                       | piłka nożna, lekkoatletyka      | 1400 lux                                         | niepełne                                         | 5650                | 5650             |         |
| Miejski Stadion Piłkarski Raków w Częstochowie                 | Częstochowa             | Raków Częstochowa                                                    | piłka nożna                     | 1600 lux                                         | niepełne                                         | 5500                | 5500             |         |
| Stadion im. Edwarda Szymkowiaka                                | Bytom                   | Polonia Bytom                                                        | piłka nożna                     | 1840 lux                                         | niepełne                                         | 5500                | 5500             |         |
| Stadion WKS Wawel                                              | Kraków                  | Wawel Kraków                                                         | piłka nożna, lekkoatletyka      | brak                                             | niepełne                                         | 5500                | 5500             |         |
| Stadion Naprzodu Rydułtowy                                     | Rydułtowy               | Naprzód Rydułtowy                                                    | piłka nożna, lekkoatletyka      | brak                                             | niepełne                                         | 5500                | 3500             |         |
| Stadion Dyskobolii Grodzisk Wielkopolski                       | Grodzisk Wielkopolski   | Dyskobolia Grodzisk Wielkopolski                                     | piłka nożna                     | 2555 lux                                         | niepełne                                         | 5383                | 5383             |         |
| Stadion Miejski w Grudziądzu                                   | Grudziądz               | Olimpia Grudziądz                                                    | piłka nożna, lekkoatletyka      | 1600 lux                                         | niepełne                                         | 5323                | 5323             |         |
| Stadion Akademii KKS Lech Poznań we Wronkach                   | Wronki                  | Lech II Poznań                                                       | piłka nożna                     | 1400 lux                                         | niepełne                                         | 5296                | 5296             |         |
| GIEKSA Arena                                                   | Bełchatów               | GKS Bełchatów                                                        | piłka nożna                     | 2000 lux                                         | pełne                                            | 5264                | 5264             |         |
| Stadion Miejski „Odra”                                         | Opole                   | Odra Opole                                                           | piłka nożna                     | 1600 lux                                         | niepełne                                         | 5060                | 5060             |         |
| Stadion Miejski w Radomsku                                     | Radomsko                | RKS Radomsko                                                         | piłka nożna                     | brak                                             | niepełne                                         | 5000                | 5000             |         |
| Stadion AWF-u Kraków                                           | Kraków                  | AZS-AWF Kraków                                                       | lekkoatletyka                   | brak                                             | niepełne                                         | 5000                | 5000             |         |
| Stadion Leśny w Sopocie                                        | Sopot                   | SKLA Sopot                                                           | lekkoatletyka, piłka nożna      | brak                                             | brak                                             | 5000                | 5000             |         |
| Stadion Korony Kielce                                          | Kielce                  | Korona Kielce                                                        | piłka nożna                     | 300 lux                                          | niepełne                                         | 5000                | 5000             |         |
| Stadion Ośrodka Sportu i Rekreacji w Gorzowie Wielkopolskim    | Gorzów Wielkopolski     | Stilon Gorzów Wielkopolski                                           | piłka nożna                     | brak                                             | niepełne                                         | 5000                | 3000             |         |
| Stadion 650-lecia w Słupsku                                    | Słupsk                  | SKLA Słupsk Czarni Słupsk                                            | lekkoatletyka, piłka nożna      | 8 masztów                                        | niepełne                                         | 5000                | 3000             |         |
| Stadion Miejski w Ostródzie                                    | Ostróda                 | Sokół Ostróda                                                        | piłka nożna                     | 1235 lux                                         | niepełne                                         | 4998                | 4998             |         |
| Stadion OSiR-u we Włocławku                                    | Włocławek               | Włocłavia Włocławek                                                  | piłka nożna, lekkoatletyka      | 1400 lux                                         | niepełne                                         | 4980                | 4980             |         |